# Język duri
Język duri, także massenrempulu – język austronezyjski używany w prowincji Celebes Południowy w Indonezji. Według danych z 2000 roku posługuje się nim 127 tys. ludzi.
Według serwisu Ethnologue dzieli się na trzy dialekty: cakke-kalosi, baraka, benteng alla.
Należy do grupy języków massenrempulu (a. masenrempulu, massenrempulu’) w ramach języków południowocelebeskich. Tworzą ją następujące języki: duri, enrekang (w tym pattinjo), maiwa i malimpung. Duri jest wśród nich językiem prestiżowym i sam również bywa określany jako massenrempulu. Czasami w literaturze mówi się o jednym języku massenrempulu, traktując go jako grupę dialektów.
Jest zapisywany alfabetem łacińskim.